# Universitetssenteret på Svalbard
Het Universitetssenteret på Svalbard (UNIS) is een Noors universiteitscentrum dat onderwijs in de arctische studies verzorgt op zowel bachelor, master als PhD niveau. UNIS is geen zelfstandige universiteit, maar een instituut gefinancierd door de Noorse overheid met de universiteiten van Oslo, Bergen, Tromsø en Trondheim in het bestuur. Om te studeren aan de instelling is dus een inschrijving bij een van de Noorse universiteiten een vereiste. UNIS is de meest noordelijke instelling voor hoger onderwijs, gelegen in Longyearbyen op Spitsbergen, op 78 graden noorderbreedte. Het onderwijs is ingedeeld in vijf departementen: Arctic Biology, Arctic Geology, Arctic Geophysics, Arctic Technology en het Arctic Safety Center.

## Universiteit
De universiteit werd opgericht in 1993. Door de unieke geografische ligging in Longyearbyen zijn studenten en wetenschappers in staat om het Arctische gebied op locatie te onderzoeken, aangezien de universiteit midden in het te onderzoeken gebied ligt.
De voertaal op het instituut is Engels waardoor er veel internationale studenten studeren. In 2021 waren er 32 nationaliteiten vertegenwoordigd. In 2021 waren er binnen de 482 studenten 31 nationaliteiten vertegenwoordigd. Percentueel kwamen de drie grootste groepen studenten voor 60% uit Noorwegen, 18% uit Duitsland en 10% uit Nederland.

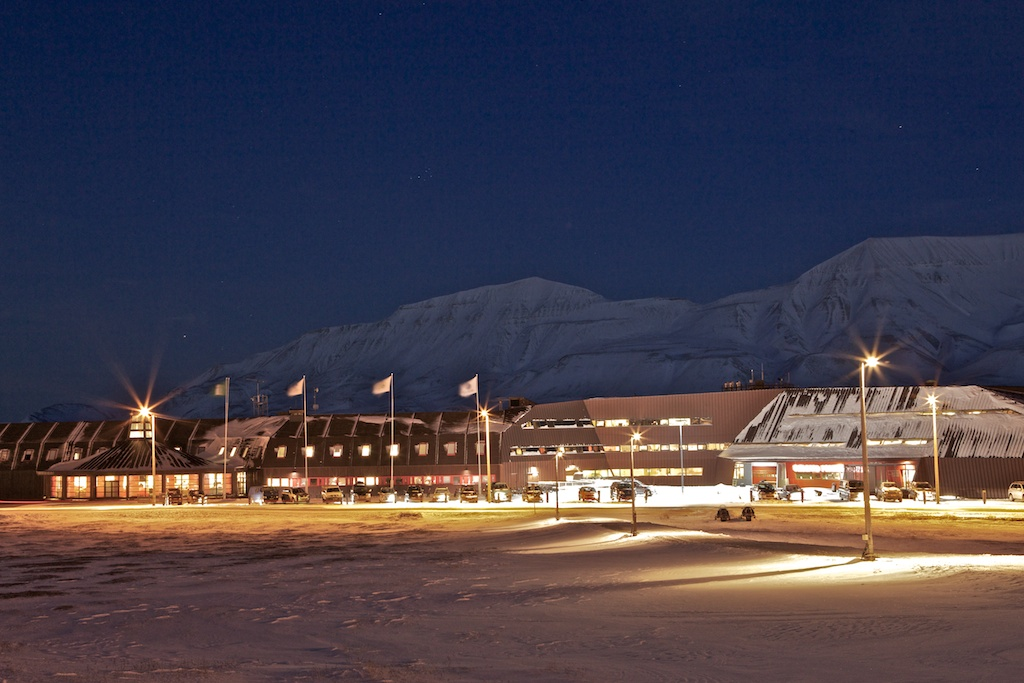
UNIS in de winter

## Campus
Sinds 2006 is UNIS gehuisvest in het Svalbard Science Centre, toen het op 26 april van dat jaar werd geopend door de koning en koningin van Noorwegen.
Naast UNIS zijn ook het Noors Poolinstituut, het Svalbard Museum, het SIOS en het Svalbard Science Forum hier gevestigd.
Op 2 september 2009 werd UNIS bezocht door de secretaris-generaal van de Verenigde Naties, Ban Ki-moon samen met de Noorse minister van Milieu, Erik Solheim. Zij waren op Spitsbergen om de impact van de klimaatverandering te zien op het noordpoolgebied. Tijdens hun bezoek leidden zij een discussie over dit onderwerp.

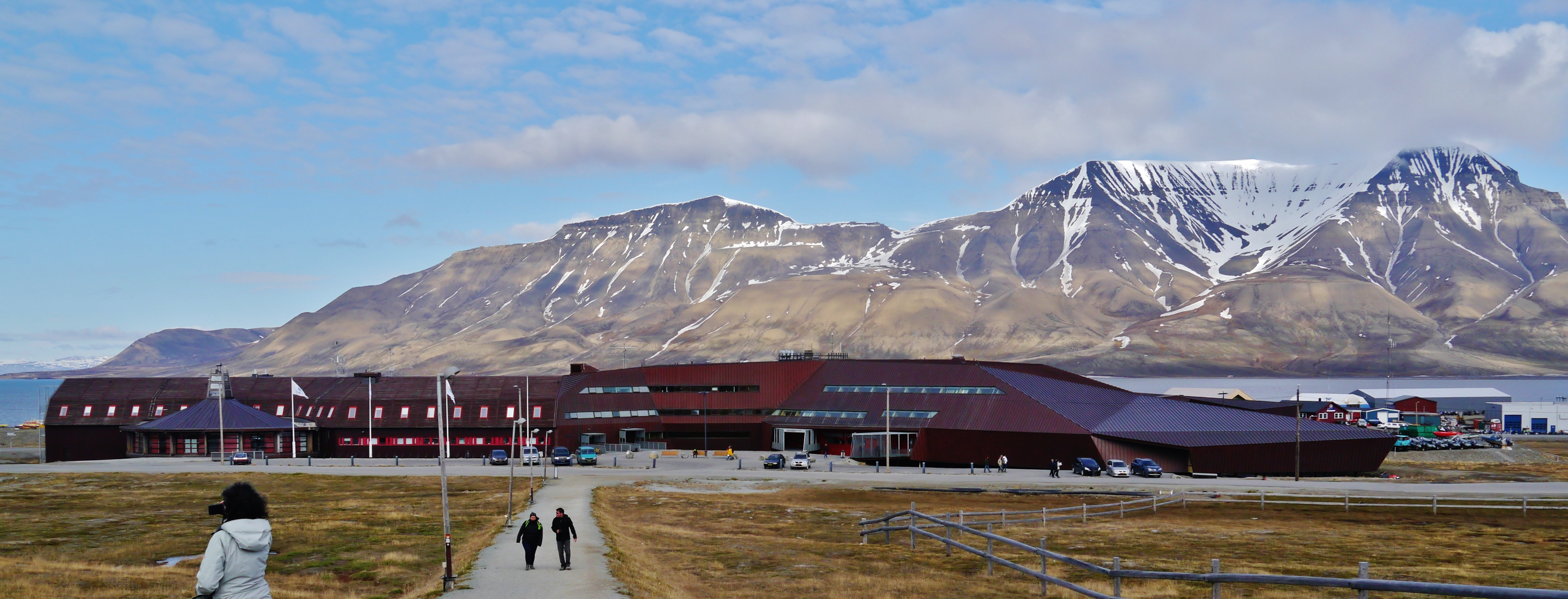
UNIS campus

## Diensten
Hoewel UNIS geen formeel collegegeld heeft, net als bij andere Noorse universiteiten, moeten studenten wel een semestertarief van 590 NOK betalen. Voor wetenschappelijke cruises met overnachting, veldwerk en excursies moeten studenten een dagtarief van NOK 200 betalen.
Sinds het ontstaan van UNIS is er een bibliotheek van de universiteit aanwezig. De bibliotheek heeft voornamelijk informatie beschikbaar over de vakken die gegeven worden. De bibliotheek heeft ook een grote collectie online middelen beschikbaar. Hiernaast heeft de universiteit enkele laboratoria  en boten beschikbaar.
Studenten wonen in de studentenhuisvesting Elvesletta, welke in oktober 2021 in gebruik is genomen. Deze huisvesting ligt in het centrum van Longyearbyen, en de campus ligt op ongeveer 5 minuten lopen er vanaf. De huisvesting is eigendom van de Arctische studenten welzijnsorganisatie in Tromsø.

## Veiligheid en Welzijn
Er is een klein ziekenhuis en een tandarts in Longyearbyen, ook is er een zoek- en reddingsteam onder leiding van de sysselmann. Bij zware verwondingen worden personen per vliegtuig naar het vaste land van Noorwegen gevlogen. Het dichtstbijzijnde ziekenhuis is dan op twee uur vliegen afstand in Tromsø.
IJsberen zijn op Spitsbergen een mogelijk gevaar voor mensen. Dit betekent dat alle personen die een nederzetting verlaten een vuurwapen moeten dragen, of vergezeld moeten zijn door een persoon met een vuurwapen. Alle studenten van UNIS krijgen in hun eerste dagen op Spitsbergen een training hoe zij moeten handelen in de wildernis en rond ijsberen.
In Longyearbyen is een sportcentrum, Svalbardhallen, aanwezig waar veel binnensporten en zwemsporten beoefend kunnen worden. In de omgeving van Longyearbyen zijn ook meerdere buitensporten te beoefenen. In Bjørndalen is er voor studenten een hut beschikbaar voor activiteiten.